# 安乐礁
安乐礁（越南语：／）位于南沙群岛九章群礁北缘，东门礁与长线礁之间，为一座暗礁。1983年公布名称为安乐礁。外国文献称为“Hallet Reef”。中华人民共和国驻扎在东门礁的守军实际监控。